# Chapelle Saint-Jean-Baptiste d'Illins
La chapelle Saint-Jean-Baptiste d'Illins est une chapelle située dans le hameau d'Illins de la commune de Luzinay, dans le département de l'Isère. L'édifice, datant en grande partie du XIe siècle et du XIIIe siècle est inscrit à l'inventaire des monuments historiques depuis 2005.

## Historique
La chapelle Saint-Jean-Baptiste d'Illins date de l’époque médiévale. Sa construction est estimée entre le XIe siècle et le XIIIe siècle), bien qu'un édifice portant ce nom semble avoir été cité dans des annales datant du IXe siècle. Cet édifice religieux de rite catholique fut l'ancienne église de la paroisse Saint-Jean-Baptiste d'Illins, jamais érigée en commune. 
La nef de la chapelle est la partie la plus ancienne de l'édifice, remontant au XIe siècle et c'est au cours du XIIIe siècle que celle-ci bénéficie de la construction de l'arc doubleau supportant un clocher. La chapelle subit ensuite de nouvelles transformations aux XVIIIe siècle et XIXe siècle avec l'adjonction au sud d'une sacristie. Les toitures furent reprises au XXe siècle.
Le conseil municipal de Luzinay, dans sa séance du 2 septembre 2002 a pris la décision de prendre en charge la restauration de l’édifice.

## Description
L'édifice abrite des peintures murales du XIIIe siècle. Sur l'une des cinq dalles de sépultures, on peut lire cette épitaphe : 

« ci-git Viennois, décédé le 14 octobre 1538 et qui a fondé neuf messes toutes les années. »

## Situation et accès
Cette chapelle est située dans le hameau d'Illins, entre le bourg de Luzinay, situé à l'est et le bourg de Villette-de-Vienne, situé à l'ouest dans la région naturelle des Balmes viennoises.
La chapelle, propriété de la commune, peut être visitée à l'occasion des Journées européennes du patrimoine, organisées en septembre.